# Николаевка (Аршалынский район)
Николаевка (каз. Николаевка) — село в Аршалынском районе Акмолинской области Казахстана. Входит в состав Михайловского сельского округа. Код КАТО — 113449200.

## География
Село расположено в северо-восточной части района, на расстоянии примерно 35 километров (по прямой) к северо-востоку от административного центра района — посёлка Аршалы, в 15 километрах к северо-востоку от административного центра сельского округа — села Михайловка.
Абсолютная высота — 427 метров над уровнем моря.
Ближайшие населённые пункты: село Ольгинка — на востоке, аул Аксуат — на северо-востоке.
Близ села проходит областного значения — КС-2 «Ерейментау — Еркиншилик — Аршалы».

## Население
В 1989 году население села составляло 558 человек (из них русские — 47%, немцы — 20%).

В 1999 году население села составляло 437 человек (213 мужчин и 224 женщины). По данным переписи 2009 года, в селе проживало 337 человек (172 мужчины и 165 женщин).
| Численность населения | Численность населения | Численность населения |
| 1989                  | 1999                  | 2009                  |
| --------------------- | --------------------- | --------------------- |
| 558                   | ↘437                  | ↘337                  |

## Улицы[5]
- переулок Новый
- ул. Кенесары
- ул. Мира
- ул. Набережная
- ул. Новая
- ул. Целинная
- ул. Юбилейная